# Щетиново (Московская область)
Щети́ново — деревня в Орехово-Зуевском муниципальном районе Московской области. Входит в состав сельского поселения Белавинское. Население — 49 чел. (2010).

## Расположение
Деревня Щетиново расположена в восточной части Орехово-Зуевского района, примерно в 17 км к юго-востоку от города Орехово-Зуево. Высота над уровнем моря 146 м.

## Название
Название связано с некалендарным личным именем Щетина.

## История
В конце XIX — начале XX века деревня входила в Яковлевскую волость Покровского уезда Владимирской губернии.
В 1926 году деревня входила в Щетиновский сельсовет Яковлевской волости Орехово-Зуевского уезда Московской губернии.
До 2006 года Щетиново входило в состав Белавинского сельского округа Орехово-Зуевского района.

## Население
В 1926 году в деревне проживало 305 человек (145 мужчин, 160 женщин). По переписи 2002 года — 56 человек (23 мужчины, 33 женщины).
| 1926 | 2002 | 2006 | 2010 |
| ---- | ---- | ---- | ---- |
| 305  | ↘56  | ↘52  | ↘49  |